# Димитър Косев (кмет)
Вижте пояснителната страница за други личности с името Димитър Косев.
Димитър Начев Косев е български учител, съдия и политик. Кмет на Стара Загора от март 1883 до януари 1885 г. и от февруари 1900 до април 1901 г.

## Биография
Роден е през 1847 г. в Ески Загра. Получава юридическо образование в Болград. До Освобождението на България учителства в Трявна и след това става първи кмет на града. В отделни периоди работи като съдия в Нова и Стара Загора. От 1882 г. е адвокат на свободна практика и развива активна политическа дейност. Член е на Либералната партия в Източна Румелия. В периода март 1883 – януари 1885 г. е кмет на Стара Загора. През това време се създава Градската болница, Акарджанското начално училище, новото Светиниколско училище, построена е нова сграда на Мъжкото класно училище и започва реконструкция на Старозагорските минерални бани. През януари 1885 г., поради разногласия с Общинския съвет, подава оставка и се посвещава на обединението на Княжество България и Източна Румелия. Става председател на Старозагорския околийски таен революционен комитет за Съединението. Става член на Либералната партия. През 1886 г. е народен представител в ІІІ ВНС, а от 1902 г. и в ХІІ ОНС (1902). От февруари 1900 до април 1901 г. е кмет на Стара Загора за втори път. По това време е открита железопътната гара в града. По време на Първата световна война, за кратко, е кмет на Караагач. Работи като адвокат в Стара Загора до смъртта си през 1923 г.